# Нікуліна-Холоменюк Валентина Іванівна
Валентина Іванівна Ніку́ліна-Холоменю́к (30 січня 1927, Куликовський — 19 вересня 2016, Чернівці) — українська художниця килимів і тканин; член Спілки радянських художників України з 1968 року. Дружина художника Івана Холоменюка, мати художника Андрія Холоменюка.

## Біографія
Народилася 30 січня 1927 року на хуторі Куликовському (нині Новоніколаєвський район Волгоградської області, Росія). Протягом 1949—1955 років навчалася на факультеті художнього текстилю у Львівському інституті прикладного та декоративного мистецтва у Миколи Бавструка, Вітольда Манастирського, Інни Соболєвої. Дипломна робота — килим (керівник Н. М. Галкіна, оцінка: добре).
У 1955–1956 роках викладала у Вижницькому училищі прикладного мистецтва; протягом 1960–1970-х років працювала художницею Чернівецького текстильного комбінату. Жила у місті Чернівцях в будинку на вулиці Шевченка, № 40, квартира № 6 та у будинку на вулиці Богдана Хмельницького, № 34, квартира № 14. Померла у Чернівцях 19 вересня 2016 року.

## Творчість
Працювала в галузі декоративного мистецтва. Створювала малюнки для декоративних тканин, скатертин, сюжетно-тематичних килимів, верет, покривал, серветок, використовуючи мотиви буковинської орнаментики. Серед робіт:
килими
- «Дружба» (1953; 1967);
- «Гуцули» (1963);
- «Неначе сонце засіяло, неначе все на світі стало моє…» (1964);
- «Тарас Шевченко» (1964);
- «Титарівна» (1964);
- «Пісня» (1965);
- «Черемош» (1966);
- «Квіти» (1969);
- «Мавка в житі» (1970);
- «Лісова пісня» (1971);
- «Декоративний» (1975);
- «Бентежна молодість» (1978);
- «Сім'я» (1978);
- «60-річчя СРСР» (1980);

покривала
- «Буковинка» (1959);
- «Рослинне» (1960);
- «Чернівчанка» (1967);

гобелени
- триптих «Земля і люди» (1960);
- «Гобеленове» (1974);
- «Мир дітям планети» (1979).

Брала участь у республіканських, всесоюзних та зарубіжних виставках з 1960 року. Персональні виставки відбулися у Чернівцях у 1968, 1970, 1984 роках.
Окремі вироби художниці зберігаються у Чернівецьких художньому та краєзнавчому музеях, Національному музеї екоративного мистецтва України у Києві.